# Houesville
Houesville is een plaats en voormalige gemeente in het Franse departement Manche in de regio Normandië en telt 227 inwoners (2004).

## Geschiedenis
De plaats werd voor het eerst genoemd rond 1080. Houesville was een landbouwdorp; de moerassen bij het dorp werden gedurende een deel van het jaar gebruikt als collectieve weidegrond.
De gemeente behoorde tot het kanton Sainte-Mère-Église tot dat op 22 maart 2015 werd opgeheven en de gemeenten werden opgenomen in het kanton Carentan. 
Op 1 januari 2016 fuseerde de gemeente met Angoville-au-Plain, Carentan en Saint-Côme-du-Mont tot de huidige gemeente Carentan-les-Marais. Tot deze fusie behoorden Angoville-au-Plain en Houesville tot het arrondissement Cherbourg maar de nieuwe gemeente maakt deel uit van het arrondissement Saint-Lô.

## Geografie
De oppervlakte van Houesville bedraagt 5,4 km², de bevolkingsdichtheid is 42,0 inwoners per km².
De moerassen van Houesville hebben een oppervlakte van 265 ha. In de herfst en de winter worden ze overstroomd door het water van de Douve.
De onderstaande kaart toont de ligging van Houesville met de belangrijkste infrastructuur en aangrenzende gemeenten.

## Demografie
Onderstaande figuur toont het verloop van het inwonertal (bron: INSEE-tellingen).

 Angoville-au-Plain · Brévands · Brucheville · Carentan · Catz · Houesville · Montmartin-en-Graignes · Saint-Côme-du-Mont · Saint-Hilaire-Petitville · Saint-Pellerin · Les Veys · Vierville